# Mili Balákirev
Mili Alekséievich Balákirev (en ruso: Милий Алексеевич Балакирев; Nizhni Nóvgorod, 21 de diciembre de 1836jul./ 2 de enero de 1837greg. — San Petersburgo, 16 de mayojul./ 29 de mayo de 1910greg.) fue un compositor ruso, más conocido popularmente por haber reunido al grupo de compositores que pasaron a la historia como Los Cinco que por su propia música.[cita requerida]
Junto con el crítico y compañero nacionalista Vladímir Stásov, a finales de la década de 1850 y principios de la de 1860, Balákirev reunió a los compositores ahora conocidos como Los Cinco (también conocidos como El poderoso puñado)los otros eran Aleksandr Borodín, César Cui, Modest Músorgski y Nikolai Rimski-Kórsakov. Durante varios años, Balakirev fue el único músico profesional del grupo; los demás eran aficionados limitados en educación musical. Les transmitió sus creencias musicales, que siguieron siendo la base de su pensamiento mucho después de que abandonara el grupo en 1871, y alentó sus esfuerzos compositivos. Aunque sus métodos podían ser dictatoriales, los resultados de su influencia fueron varias obras que consolidaron la reputación de estos compositores individualmente y como grupo. Desempeñó una función similar para Chaikovski en dos momentos de su carrera: en 1868-69 con la obertura-fantasía Romeo y Julieta, y en 1882-85 con la Sinfonía Manfredo.
Como compositor, Balákirev terminó obras importantes muchos años después de haberlas empezado; comenzó su Primera Sinfonía en 1864, pero la terminó en 1897. La excepción fue su fantasía oriental Islamey para piano solo, que compuso rápidamente y sigue siendo popular entre los virtuosos. A menudo, las ideas musicales que normalmente se asocian con Rimski-Kórsakov o Borodín tienen su origen en las composiciones de Balakirev, que tocaba en las reuniones informales de Los Cinco. Sin embargo, su lentitud a la hora de completar obras para el público le privó de crédito por su inventiva, y piezas que habrían gozado de éxito de haber sido completadas en las décadas de 1860 y 1870 tuvieron un impacto mucho menor.
Balakirev comenzó a trabajar en una segunda sinfonía, Sinfonía n.º 2 en re menor en 1900, pero no terminó la obra hasta 1908.

## Biografía
Mili Balákirev nació en Nizhni Nóvgorod, en el seno de una familia aristocrática. Balákirev recibió sus primeras lecciones pianísticas por parte de su madre, y prosiguió sus estudios con Dubuque y con Karl Eisrich, este último autor de una biografía de Mozart, quién dirigía la orquesta privada de Aleksandr Ulýbyshev (un acaudalado terrateniente). Balákirev, como asistente de Eisrich, obtuvo una educación musical privilegiada.
A los dieciocho años, después de cursar matemáticas en la Universidad de Kazán, se fue a San Petersburgo, y allí conoció a Mijaíl Glinka, quien influyó fuertemente sobre la vocación de Balákirev, convenciéndolo de que se dedicara exclusivamente a la música, ya que en ese momento repartía su tiempo entre el estudio de ingeniería y la música.

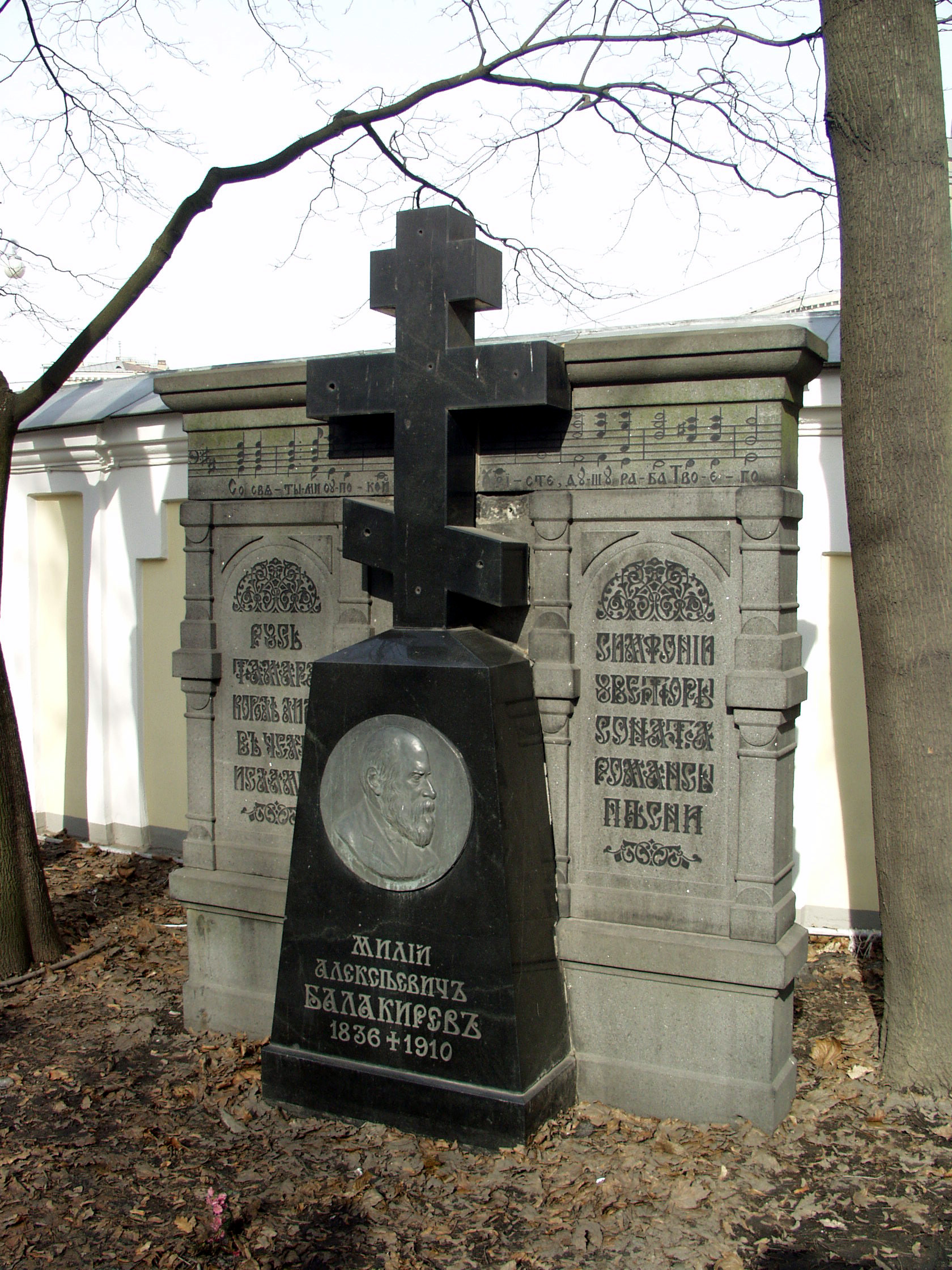
Tumba de Balákirev en el Cementerio de Tijvin.

En 1856 Balákirev hizo su primera presentación pública como pianista, interpretando un concierto de su autoría. Con esto empezó un ciclo de presentaciones y composiciones durante los años siguientes. A principio de la década de 1860 Balákirev motivado por su pasión con el folklore ruso y la influencia de Glinka, empezó a trabajar junto con otros artistas, en la creación de un movimiento musical propiamente ruso, que se diferencie de los movimientos europeos occidentales.
En 1861 empezó una gran labor pedagógica teniendo como alumnos a Rimski-Kórsakov, Músorgski y Borodín. En 1863 comenzó a dirigir en la recién inaugurada Escuela Libre de Música en San Petersburgo y esto le permitió dar a conocer tanto sus obras como las de sus alumnos. Balákirev entonces lideró un grupo de compositores como Músorgski, Rimski-Kórsakov, Borodín y Cuí que pasarían más tarde a la historia como el Los Cinco o «Могучая кучка» (mogúchaia kuchka).
En 1867 fue nombrado director de la Sociedad de Música Rusa. En 1868 fue nombrado director de la Escuela Libre, cargo que abandonó en 1874. Después de casi una década de inactividad musical, Balákirev en 1883 fue nombrado director de la capilla imperial, cargo que ocupó durante casi veinte años.
Los últimos años de su vida los pasó revisando y completando sus obras inconclusas.
A la edad de 73 años murió en San Petersburgo, el 29 de mayo de 1910, debido a problemas pulmonares con complicaciones coronarias.

## Música
Su trabajo estuvo focalizado principalmente en una colección de canciones folklóricas rusas, aunque también recopiló temas musicales de otras etnias y naciones. Su primera obra en el plano puramente orquestal, de 1857, es una fantasía titulada Obertura sobre el tema de una marcha española, que se trata de unas variaciones sobre el tema del himno nacional de España. También compuso dos sinfonías, la primera Sinfonía 1 en Do mayor, terminada de componer en 1879 y la Sinfonía n.º 2 en Re menor compuesta en 1909. Pero sus obras más conocidas fueron los poemas sinfónicos, de las cuales podemos citar a Tamara, Rusia y En Bohemia. Cabe destacar también la suite para orquesta Chopin - Suite, así como también su fantasía para piano Islamey: fantasía oriental, siendo esta última una de sus obras más conocidas.
Desgraciadamente, la prolongada composición de varias obras privó a Balakirev del mérito de su inventiva. Piezas que podrían haber tenido éxito si se hubieran terminado en los años 60 y 70 del siglo XIX tuvieron un impacto mucho menor cuando se presentaron mucho más tarde en la vida del compositor. Esto se debió a que habían sido superados estilísticamente por los logros de compositores más jóvenes, y porque algunos de sus recursos compositivos fueron apropiados por otros miembros de Los Cinco -el ejemplo más notable de esto último es Scheherazade] de Rimski-Kórsakov, que fue influenciado por el poema sinfónico de Balakirev Tamara.  Otra consecuencia fue la tendencia a trabajar en exceso los detalles, lo que restaba frescura e inspiración a estas piezas, haciéndolas parecer "recargadas".
A pesar del prolongado periodo de composición, no había diferencias perceptibles, especialmente en las dos sinfonías, entre las secciones terminadas en la década de 1860 y las escritas mucho más tarde. Zetlin afirma que, si bien no hubo una disminución del talento creativo de Balakirev, la razón de esta falta de disparidad se debió a que Balakirev "había dejado de evolucionar" como artista; permanecía creativamente en el punto al que había llegado en la década de 1860, "y sus obras más recientes parecían, por tanto, un mero eco del pasado"."

### Influencias
Tal vez porque la experiencia musical inicial de Balakirev fue como pianista, los compositores para su propio instrumento influyeron en el repertorio y el estilo de sus composiciones. Escribió en todos los géneros cultivados por Frédéric Chopin excepto la Balada, cultivando un encanto comparable. El otro compositor para teclado que influyó en Balákirev fue Franz Liszt, patente en Islamey, así como en sus transcripciones de obras de otros compositores y en el poema sinfónico Tamara.
La afinidad de Balakirev con la música de Glinka se hace más evidente en su tratamiento del material folclórico. Sin embargo, Balakirev avanza sobre la técnica de Glinka de utilizar "variaciones con fondos cambiantes", reconciliando las prácticas compositivas de la música clásica con el tratamiento idiomático de la canción folclórica, empleando la fragmentación motívica, el contrapunto y una estructura que explota las relaciones de clave.
Entre sus dos Oberturas sobre temas rusos, Balákirev se dedicó a recopilar y arreglar canciones populares. Este trabajo le alertó sobre la frecuencia del modo dórico, la tendencia de muchas melodías a oscilar entre la tonalidad mayor y su relativa menor en su clave de séptima bemol, y la tendencia a acentuar notas que no concuerdan con la armonía dominante. Estas características se reflejaban en el manejo que Balakirev hacía de la canción popular rusa.
Dado que los puntos de vista musicales de Los Cinco tendían a ser antialemanes, es fácil olvidar que Balákirev estaba muy familiarizado con el estilo sinfónico alemán, lo que resulta aún más impresionante si se tiene en cuenta que Balákirev fue un compositor autodidacta. Su obertura El Rey Lear, escrita cuando tenía 22 años, no es un poema sinfónico en la línea de Liszt, sino más bien en la línea de las oberturas de concierto de Beethoven, basándose más en las cualidades dramáticas de la forma sonata que en el contenido extramusical.

### Estilo ruso: Las Oberturas
Con su Primera obertura sobre temas rusos, Balakirev se centró en escribir obras sinfónicas de carácter ruso. Eligió sus temas a partir de colecciones de canciones folclóricas disponibles en el momento en que compuso la obra, tomando Kamarinskaya de Glinka como modelo al tomar una canción lenta para la introducción, y luego para la sección rápida eligiendo dos canciones compatibles en estructura con el patrón de ostinato de la canción de baile Kamarinskaya. El uso por parte de Balakirev de dos canciones en esta sección supuso una importante desviación del modelo, ya que le permitió vincular el proceso sinfónico de la forma sinfónica con las variaciones de Glinka sobre un patrón de ostinato y, al contrastarlas, tratar las canciones de forma sinfónica en lugar de meramente decorativa.
La Segunda obertura sobre temas rusos muestra una mayor sofisticación, ya que Balakirev utiliza la técnica de Beethoven de derivar motivos cortos de temas más largos para poder combinarlos en un convincente tejido contrapuntístico. Como tal, puede considerarse por sí misma un ejemplo de composición motívico-temática abstracta, pero dado que utiliza canciones folclóricas para ello, también puede verse como una declaración sobre la nacionalidad. En esta obertura muestra cómo las canciones folclóricas pueden adquirir dimensiones sinfónicas, prestando especial atención al elemento de protyazhnaya o melismacanción lírica elaborada.  Este tipo de canción se caracteriza por una extrema flexibilidad rítmicaic, una estructura de frases asimétrica y ambigüedad tonal. Incorporar estos elementos significaba emplear la inestabilidad tonal de la canción folclórica en estructuras más amplias, recurriendo a la indeterminación tonal. La estructura de esta obertura se aleja de las relaciones tonales clásicas de tónica y dominante, acercándose a los experimentos tonales de Liszt y Robert Schumann.
Al igual que sus contemporáneos de Los Cinco, Balákirev creía en la importancia de la música de programa-música escrita para cumplir un programa inspirado en un retrato, poema, historia u otra fuente no musical. A diferencia de sus compatriotas, la forma musical siempre era lo primero para Balákirev, no la fuente extramusical, y su técnica seguía reflejando el enfoque sinfónico germánico. No obstante, las oberturas de Balakirev desempeñaron un papel crucial en la aparición de la música sinfónica rusa, ya que introdujeron el estilo musical que ahora se considera "ruso". Su estilo fue adaptado por sus compatriotas y otros hasta el punto de convertirse en una característica nacional. La apertura de Borís Godunov de Músorgski guarda un gran parecido con el primer tema de la Segunda Obertura de Balakirev, mientras que En las estepas de Asia Central' de Borodín comienza con un pedal dominante que se extiende a lo largo de 90 compases en el registro superior de los violines, un recurso que Balákirev utilizó en su Primera Obertura. La apertura de la Pequeña Sinfonía Rusa de Chaikovski en su forma original también muestra la influencia de Balakirev.

### Desarrollo progresivo: Primera Sinfonía
Balakirev comenzó su Primera Sinfonía después de terminar la Segunda Obertura, pero interrumpió el trabajo para concentrarse en la Obertura sobre temas checos, retomando la sinfonía sólo 30 años más tarde y no terminándola hasta 1897. Las cartas de Balákirev a Stásov y Cui indican que el primer movimiento estaba terminado en dos terceras partes y que el movimiento final estaba esbozado, aunque muchos años más tarde proporcionaría un nuevo tema para el final. Mientras esperaba hasta el final para incorporar material folclórico, estaba ansioso por incorporar un nuevo elemento ruso, de naturaleza religiosa, en el movimiento de apertura. El diseño sinfónico de este movimiento es muy inusual.  La introducción lenta anuncia el motivo en el que se basa el allegro vivo. Aunque el allegro vivo es una estructura de tres partes, difiere de la forma sonata en que tiene una exposición, una segunda exposición y un desarrollo en lugar del orden habitual de exposición-desarrollo-recapitulación. Esto significa que después de la exposición propiamente dicha, el material temático se desarrolla en dos partes, siendo la segunda exposición en realidad una elaboración de la primera. Formalmente, el proceso es de desarrollo progresivo, dividido en tres etapas de complejidad creciente. Si así fue como Balakirev planeó el movimiento en 1864, sería anterior a las últimas sinfonías de Jean Sibelius en la utilización de este principio compositivo.

### Orientalismo:Tamara
Balákirev también cultivó aún más el orientalismo de la ópera de Glinka Ruslan y Lyudmila], convirtiéndolo en un estilo más consistente. Aparece en la Canción Georgiana de 1861, Islamey y Tamara'. Este estilo comprende dos partes: una vena lánguida de melodía lenta y sinuosa con ornamentación y progresiones armónicas de movimiento lento, contrastada con una vena más extática marcada por un perpetuum mobile a tempo rápido y rápidos contornos melódicos sobre unos cambios armónicos de movimiento más lento. Este estilo, por un lado, evocaba el misterio del lejano y exótico oriente con el que Rusia no tenía contacto directo y, por otro, también podía utilizarse para referirse a las zonas recientemente colonizadas del Imperio ruso.
Tamara es considerada por algunos la obra cumbre de Balákirev, así como una piedra de toque del orientalismo. En un principio, su intención era escribir una lezginka siguiendo el modelo de Glinka. Sin embargo, se inspiró en la poesía de Mijaíl Lermontov sobre la seductora Tamara, que engaña a los viajeros en su torre del desfiladero de Darial y les permite saborear una noche de placeres sensuales antes de matarlos y arrojar sus cuerpos al río Terek.  Balakirev evoca tanto el escenario del poema, las montañas y desfiladeros del Cáucaso, como el poder angelical y demoníacamente seductor del personaje del título. La narración emplea una amplia gama musical, y el compositor aporta una gran sutileza dentro de una estructura satisfactoria.

## Vida personal
Al parecer, Balákirev nunca se casó ni tuvo hijos, ya que no se menciona ninguno en las fuentes biográficas. En sus primeros tiempos era políticamente liberal, librepensador y ateo; durante un tiempo, consideró escribir una ópera basada en la novela nihilista de Chernishevski ¿Qué hacer? Durante un tiempo, a finales de la década de 1860, frecuentó a un adivino para conocer su destino en la Sociedad Musical Rusa. Rimski-Kórsakov escribió sobre estas sesiones: "Balákirev, que no creía en Dios, se convirtió en un creyente del Diablo. El Diablo hizo que posteriormente llegara a creer también en Dios... La adivinación... le aterrorizó".
Tras su crisis, Balákirev buscó consuelo en la secta más estricta de la ortodoxia rusa, datando su conversión en el aniversario de la muerte de su madre, en marzo de 1871. Las circunstancias exactas de esa conversión se desconocen, ya que no se conservan cartas ni diarios suyos de esa época. Rimski-Kórsakov relata algunos de los extremos de la conducta de Balákirev en ese momento: cómo había "dejado de comer carne, y comía pescado, pero... sólo los que habían muerto, nunca la variedad matada"; cómo se quitaba el sombrero y se persignaba rápidamente cada vez que pasaba por una iglesia; y cómo su compasión por los animales llegaba al punto de que cada vez que se encontraba un insecto en una habitación, lo atrapaba cuidadosamente y lo soltaba por una ventana, diciendo: "¡Vete, querido, en el Señor, vete!" Balákirev vivía recluido en una casa llena de perros, gatos e iconos religiosos. La excepción a esta reclusión eran las veladas musicales de los martes que celebraba tras su regreso a la música en los años 1870 y 80. También se convirtió en un reaccionario político y en un "eslavófilo xenófobo que escribió himnos en honor a la emperatriz viuda y a otros miembros de la familia real".
Rimski-Kórsakov menciona que algunos de los rasgos de carácter de Balákirev estaban presentes antes de su conversión, pero que se intensificaron después. Sus ataques a Anton Rubinstein en la década de 1860 se volvieron mezquinos y antisemitas, y los judíos no fueron admitidos en la Escuela Libre durante su primera dirección. Sin embargo, fue después de su conversión cuando sospechó que todos los que le desagradaban eran de origen judío, y que odiaba a los judíos en general porque habían crucificado a Cristo. Se volvió beligerante en sus conversaciones religiosas con los amigos, insistiendo en que se persignaran y asistieran a la iglesia con él.[62] "Todo este popurrí de mansedumbre cristiana, murmuración, afición a las bestias, misantropía, intereses artísticos y una trivialidad digna de una solterona de un hospicio, todo esto chocaba a todos los que le veían en aquellos días", escribió Rimski-Kórsakov, añadiendo que estos rasgos se intensificaron aún más en los años posteriores.